# La Tueuse caméléon
Pour plus de détails, voir Fiche technique et Distribution.
La Tueuse caméléon est un téléfilm français réalisé par Josée Dayan, diffusé en Suisse en 2015 et diffusé le 17 février 2017 sur France 2.

## Résumé
L'histoire se déroule durant les années 2010-2020. Une femme d'âge mûr tue son amie d'un coup de revolver, au bord de la mer près du port de Marseille. Elle jette son corps à l'eau puis prend son identité, son logement et sa vie. Quelques mois plus tard, le corps de la victime est retrouvée aux abords d'une calanque. La tueuse décide alors de changer d'identité et recherche une autre victime. Elle jette son dévolu sur Jenny, une quadragénaire un peu paumée et finit par l'exécuter à son tour dans un parking. Cette criminelle est une tueuse en série qui tue des femmes du même âge qu'elle et présentant un même profil de solitaire anonyme exerçant des boulots plus ou moins insignifiants. Après être devenue leur confidente et amie, elle les élimine et prend leur place dans leur existence sans que personne s'en aperçoive, mais sans oublier d'éliminer les éventuels témoins gênants qui pourraient l'identifier et la dénoncer.
Cependant, une enquêtrice de la police judiciaire de Marseille dénommée Judith Corel, très solitaire, elle aussi, se lance à sa trace et finit par comprendre le côté caméléon de la meurtrière. Elle s'entête à la retrouver jusqu'en Italie où elle n'a pourtant aucune autorité. Elle fait sa connaissance puis, elle joue les appâts afin de mieux la confondre.

## Fiche technique
- Scénario : Sylvain Saada

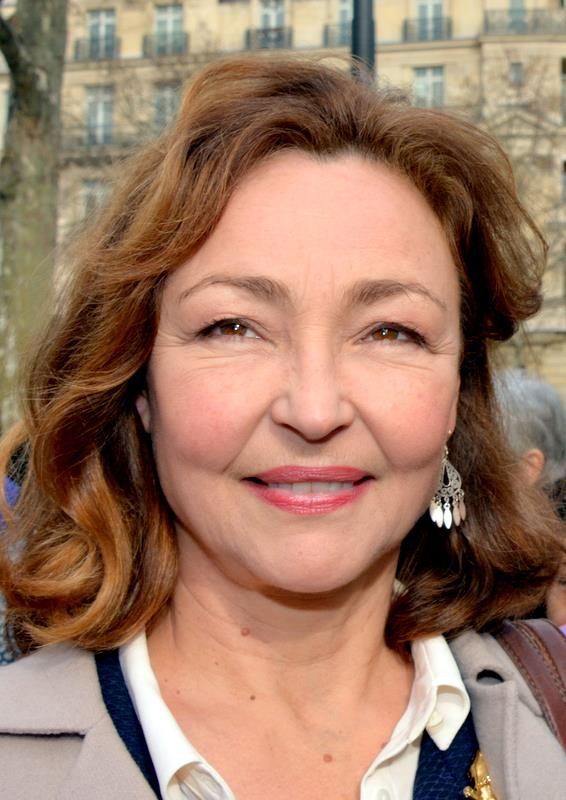
Catherine Frot

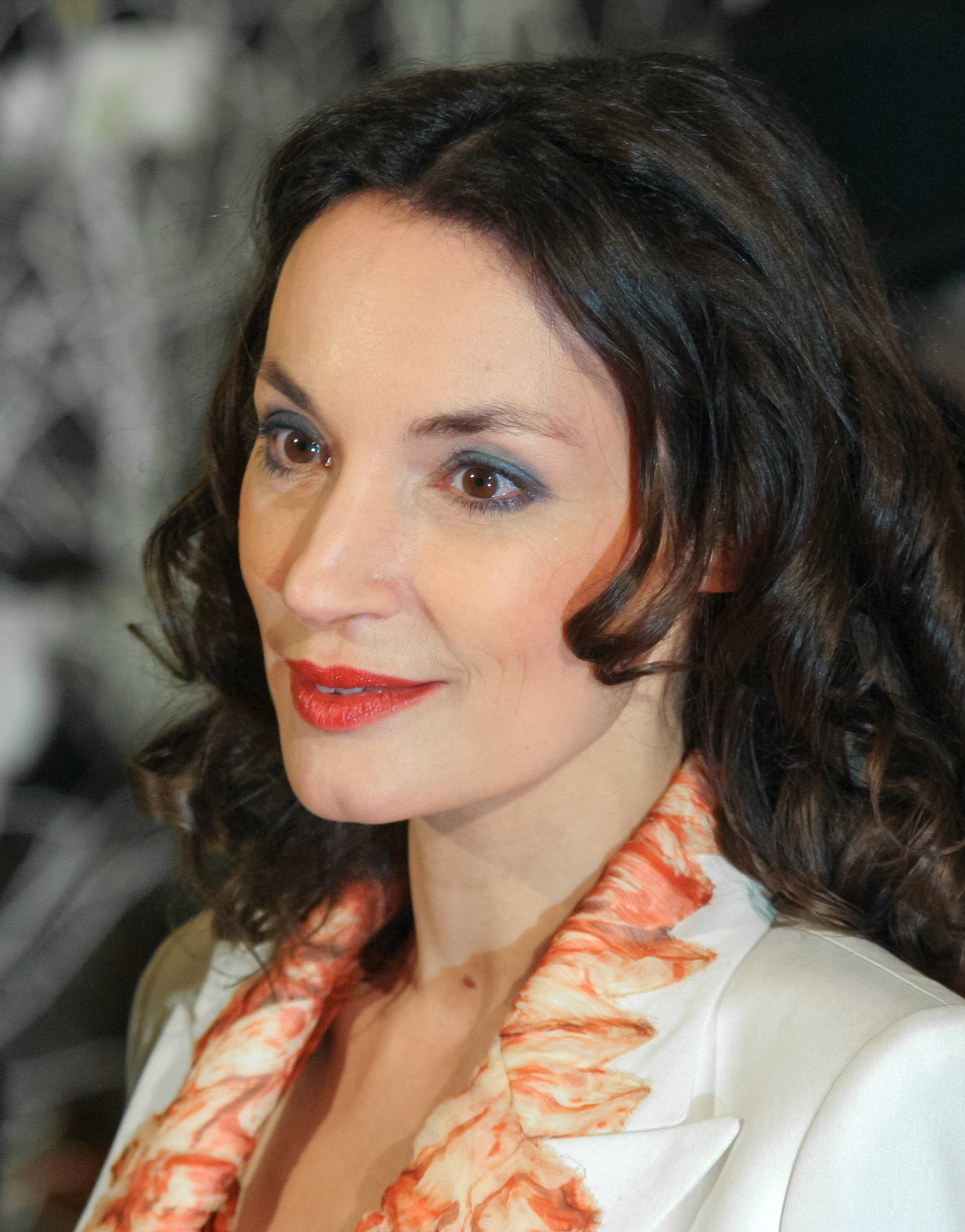
Jeanne Balibar

- Producteurs : Josée Dayan et Gaspard de Chavagnac
- Producteur associé : François Benaçeur
- Photographie : Stefan Ivanov
- Montage : Yves Langlois, Florence Leconte
- Décors : Ramora
- Son : Stéphane Belmudes
- Musique : Bruno Coulais
- Pays :  France
- Durée : 100 minutes
- Réalisation : 2015
- Diffusion : 17 février 2017 sur France 2

## Distribution
- Catherine Frot : la tueuse (sans nom)
- Jeanne Balibar : la lieutenante Judith Corel
- Julie Depardieu : Jenny Cosson (une victime)
- Jérôme Kircher : Valetti (collègue de Judith)
- Jacques Spiesser : Quentin (collègue de Judith)
- Philippe du Janerand : Lazare (collègue de Judith)
- Jacques Bonnaffé : Dr Ferrer (le psychiatre)
- Brigitte Chamarande : Sandra Bayet (la première victime du téléfilm)

## Tournage
Le tournage s'est déroulé à Marseille durant les mois de mars et d'avril 2015. D'autres scènes (dont la scène finale) ont été tournées dans la ville de Gènes en Italie.

## Autour du téléfilm
Interrogé par la presse télévisuelle, l'actrice Catherine Frot, qui y joue le rôle principal, déclare que ce film est « très éloigné de tout ce qu'elle a fait jusqu’à présent ». Elle ajoute, durant la même interview, que ce film s'est inspiré d'un fait divers qui s'est déroulé aux États-Unis.